# Jean-Baptiste Grange
Jean-Baptiste Grange (Saint-Jean-de-Maurienne, 10 oktober 1984) is een Frans alpineskiër. Hij is gespecialiseerd in de slalom, maar kan daardoor ook in de (super)combinatie goede klasseringen bereiken. Hij vertegenwoordigde zijn vaderland op de Olympische Winterspelen 2006, 2014 en 2018.

## Carrière
Grange maakte zijn wereldbekerdebuut op 11 januari 2004 bij de slalom in Chamonix, hij haalde echter de finish in de eerste run niet. In december 2005 scoorde de Fransman in Val d'Isère zijn eerste wereldbekerpunten. Een maand later behaalde hij in Kitzbühel zijn eerste toptienklassering in een wereldbekerwedstrijd. Tijdens de Olympische Winterspelen van 2006 in Turijn eindigde Grange als dertiende op de combinatie, op de slalom wist hij niet te finishen. 
Op de wereldkampioenschappen alpineskiën 2007 in Åre veroverde de Fransman de bronzen medaille op de slalom, daarnaast eindigde hij als veertiende op de alpine combinatie. In november 2007 stond hij in Beaver Creek voor het eerst op het podium van een wereldbekerwedstrijd. Op 17 december 2007 boekte Grange in Alta Badia zijn eerste wereldbekerzege. In Val d'Isère nam de Fransman deel aan de wereldkampioenschappen alpineskiën 2009. Op dit toernooi eindigde hij als zevende op de reuzenslalom, op zowel de slalom als de supercombinatie bereikte hij de finish niet. In het seizoen 2008/2009 won hij de wereldbeker op de slalom. In het olympische seizoen 2009/2010 startte Grange goed, maar hij blesseerde zich aan de rechterknie tijdens de reuzenslalom van Beaver Creek. Hij moest een operatie ondergaan en miste zo de Olympische Winterspelen 2010.
Op de wereldkampioenschappen alpineskiën 2011 in Garmisch-Partenkirchen werd de Fransman wereldkampioen op de slalom. In Schladming nam hij deel aan de wereldkampioenschappen alpineskiën 2013. Op dit toernooi eindigde hij als twaalfde op de slalom. Tijdens de Olympische Winterspelen van 2014 in Sotsji wist Grange niet te finishen op de slalom. 
Op de wereldkampioenschappen alpineskiën 2015 in Beaver Creek werd de Fransman voor de tweede maal in zijn carrière wereldkampioen op de slalom. In Sankt Moritz nam hij deel aan de wereldkampioenschappen alpineskiën 2017. Op dit toernooi eindigde hij als 23e op de slalom. Tijdens de Olympische Winterspelen van 2018 in Pyeongchang bereikte Grange de finish van de slalom niet.

## Resultaten

### Olympische Winterspelen
| Jaar | Plaats      | Resultaten                 |
| ---- | ----------- | -------------------------- |
| 2006 | Turijn      | 13e Combinatie DNF2 Slalom |
| 2014 | Sotsji      | DNF2 Slalom                |
| 2018 | Pyeongchang | DNF1 Slalom                |

### Wereldkampioenschappen
| Jaar | Plaats                 | Resultaten                                           |
| ---- | ---------------------- | ---------------------------------------------------- |
| 2007 | Åre                    | 14e Supercombinatie · Slalom                         |
| 2009 | Val d'Isère            | DNF(2) Supercombinatie 7e Reuzenslalom DNF(2) Slalom |
| 2011 | Garmisch-Partenkirchen | Slalom                                               |
| 2013 | Schladming             | 12e Slalom                                           |
| 2015 | Beaver Creek           | Slalom                                               |
| 2017 | Sankt Moritz           | 23e Slalom                                           |

### Wereldkampioenschappen junioren
| Jaar | Plaats                      | Resultaten                                              |
| ---- | --------------------------- | ------------------------------------------------------- |
| 2003 | Serre Chevalier Montgenèvre | 31e Afdaling 33e Reuzenslalom 18e Slalom 11e Combinatie |
| 2004 | Maribor                     | 46e Afdaling 24e Reuzenslalom DNF(2) Slalom             |

### Wereldbeker
Eindklasseringen
| Seizoen   | Algm | SL     | RS  | SC  |
| --------- | ---- | ------ | --- | --- |
| 2005/2006 | 76e  | 40e    | -   | 22e |
| 2006/2007 | 29e  | 10e    | -   | 17e |
| 2007/2008 | 8e   | Zilver | 26e | 4e  |
| 2008/2009 | 5e   | Goud   | 11e | 6e  |
| 2009/2010 | 56e  | 29e    | 31e | 22e |
| 2010/2011 | 16e  | Zilver | 42e | -   |
| 2011/2012 | 34e  | 22e    | 17e | -   |
| 2012/2013 | 69e  | 23e    | -   | -   |
| 2013/2014 | 32e  | 8e     | -   | -   |
| 2014/2015 | 42e  | 13e    | -   | -   |
| 2015/2016 | 61e  | 19e    | -   | -   |
| 2016/2017 | 60e  | 20e    | -   | -   |
| 2017/2018 | 53e  | 21e    | -   | -   |
| 2018/201  | 63e  | 22e    | -   | -   |
| 2019/2020 | 73e  | 17e    | -   | -   |

Wereldbekerzeges
| Datum            | Plaats     | Onderdeel       |
| ---------------- | ---------- | --------------- |
| 17 december 2007 | Alta Badia | Slalom          |
| 11 januari 2008  | Wengen     | Supercombinatie |
| 12 januari 2008  | Wengen     | Slalom          |
| 20 januari 2008  | Kitzbühel  | Slalom          |
| 16 november 2008 | Levi       | Slalom          |
| 6 januari 2009   | Zagreb     | Slalom          |
| 14 november 2010 | Levi       | Slalom          |
| 23 januari 2011  | Kitzbühel  | Slalom          |
| 25 januari 2011  | Schladming | Slalom          |